# Hilduin III de Montdidier
Hilduin III de Montdidier, mort après 1032, est comte de Montdidier, d'Arcis et de Ramerupt à la fin du Xe siècle et au début du XIe siècle. Il est le fils de Hilduin II de Montdidier et de son épouse Helvise.

## Biographie
Il hérite des titres de comte de Montdidier, d'Arcis et de Ramerupt à la mort de son père Hilduin II survenue après 993. Quant à son frère Manassès, il devient comte de Dammartin, très probablement par mariage.
Il semble faire partie des proches du comte de Champagne Eudes II de Blois, qu'il accompagne à multiple reprises.
À sa mort, après 1032, son fils Manassès, probablement l'aîné, étant déjà mort, c'est son second fils Hilduin IV qui lui succède dans tous ses titres.

## Mariage et enfants
Il épouse une dame prénommée Lescelinde avec qui il a plusieurs enfants :
- Manassès de Montdidier, dit Calva Asina (l'âne chauve), probablement mort avant son père, vidame de Reims, qui épouse Béatrice de Hainaut, séparée d'Ebles Ier de Roucy, qui devient archevêque de Reims. Ils ont ensemble plusieurs enfants :
  - Manassès II de Reims, archevêque de Reims ;
  - Gui de Montdidier, vidame de Reims et seigneur de Neufchâtel. Père de Cyriaque de Neufchâtel, vidame de Reims ;
  - Adélaïs de Montdidier, abbesse de Saint-Jean de Laon.
- Hilduin IV de Montdidier, qui succède à son père dans ses titres ;
- Guillaume de Montdidier, cité dans plusieurs chartes.

Après son veuvage, Lescelinde épouse en secondes noces Renaud Ier, comte de Soissons, avec qui elle aura d'autres enfants.